# امتياز (اسم)
امْتِيَاز هو اسم علم مؤنث من أصل عربي، ومعناه هو التفضيل عن الغير.